# Triptan

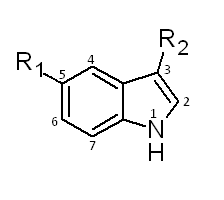
Structure moléculaire du triptan.

Les triptans sont des médicaments destinés aux traitements aigus des crises de migraine. Ils sont également utilisés dans le traitement des algies vasculaires de la face.

## Différents triptans
Il existe plusieurs types de triptans parmi lesquels 
- le sumatriptan (premier triptan mis sur le marché dans les années 1990)
- le naratriptan
- le zolmitriptan
- l'élétriptan
- l'almotriptan
- le frovatriptan
- le rizatriptan

Les triptans se présentent sous des formes galéniques diverses : injectable ou auto-injectables, comprimés orodispersibles ou non, spray nasal.
Le sumatriptan possède la biodisponibilité la plus faible en version orale, la plus haute en version S.C. et la demi-vie la plus courte. Ce dernier est la seule molécule disponible en forme injectable.

## Mode d'action
Le mode d’action des triptans est quasiment toujours le même. En général, les triptans stimulent certains récepteurs de la sérotonine (récepteurs 5-HT1B, récepteurs 5-HT1D et récepteurs 5-HT1F). Ceci a pour effet de réduire la dilatation des vaisseaux sanguins. Ils bloquent de même des récepteurs pré-synaptiques, inhibant le relargage de substances vasodilatatrices. Ils auraient également une action directe sur les voies de la douleur.
Suivant la forme galénique consommée, le délai d’action est de 15 à 45 minutes.

## Effets secondaires
Les effets secondaires sont nombreux. Les triptans peuvent entraîner des vertiges, une somnolence, une fatigue, une sécheresse de bouche, une sensation de chaleur ou, inversement, des sueurs froides. Ils peuvent également provoquer une sensation d'oppression au niveau de la gorge ou de la poitrine, des douleurs musculaires, notamment dans la nuque, ou une augmentation de la pression artérielle. L'ensemble de ces signes est rassemblé parfois sous le nom de « syndrome des triptans ».
Les triptans sont des médicaments puissants, qui agissent notamment sur le système cardiovasculaire, en provoquant une vasoconstriction, c'est-à-dire la contraction de la paroi musculaire des artères, ce qui entraine temporairement une diminution de leur calibre et du débit sanguin en leur sein. Outre les précautions d’usage, ils sont fortement contre-indiqués en cas d'antécédent d'infarctus ou d'angine de poitrine, d'antécédent d'accident vasculaire cérébral ou périphérique, de certains troubles du rythme cardiaque, d'hypertension artérielle non contrôlée ou d'insuffisance hépatique. Ce risque semble plus théorique que réel même si, à titre exceptionnel, la prise de triptans peut se compliquer d'accidents cardiaques chez les sujets à risque. 
Même s'il n'existe pas d'effet tératogène démontré, leur utilisation est déconseillé chez la femme enceinte.

### Interactions médicamenteuses
L'almotriptan et l'élétriptan sont métabolisés par certains types de cytochrome P450, comme le 3A4 et le 2D6. Tout médicament agissant sur ce dernier est donc susceptible de modifier le taux sanguin du médicament. Le rizatriptan, le sumatriptan et le zolmitriptan doivent être utilisés à distance d'une prise d'inhibiteur de monoamine oxydase. 
L'utilisation conjointe de triptans et d'un inhibiteur sélectif de la recapture de la sérotonine (ISRS) comme la fluoxétine (Prozac) expose à un risque d'accident, en particulier de syndrome sérotoninergique, dont les symptômes sont (liste non exhaustive) : convulsions, sueurs, confusion...

## Efficacité
Ils ne sont actifs que dans le traitement de la crise de migraine. 
Pour le traitement de fond sont indiqués:
- certains bêta-bloquants: 
  - métoprolol
  - propranolol
- des dérivés ergotés :
  - dihydroergotamine
  - méthysergide
  - flunarizine
  - amitriptyline
  - indoramine
  - oxétorone
  - pizotifène
  - topiramate

Le sumatriptan par voie sous-cutanée est la forme la plus efficace. Il est, en outre, intéressant dans les formes migraineuses avec nausées importantes (empêchant, de par cela même, l'absorption d'un médicament par voie orale). Dans les formes orales, les triptans ont une efficacité comparable, même s'il existe des susceptibilités individuelles différentes. Ainsi l'échec d'un triptan n'empêche pas d'en essayer un autre. Ils restent inefficaces dans à peu près un tiers des crises migraineuses. Le délai d'action est compris entre 20 et 60 minutes. En cas d'échec, une deuxième dose peut parfois être administrée.
Par rapport aux autres antimigraineux, les triptans semblent être supérieurs aux dérivés de l'ergotamine mais d'efficacité comparable aux antalgiques standard. Ils sont sensiblement plus chers que ces derniers. Dans les formes rebelles, ils peuvent être associés à d'autres antimigraineux.

### Recommandations
La place des triptans varie suivant la société savante considérée. Ils sont considérés comme des médicaments de première intention dans les migraines sévères pour l’American Academy of Neurology (en) et de seconde intention dans tous les cas pour l’American College of Physicians (en) et l’American Academy of Family Practice. Pour l’European Federation of Neurological Societies, ils sont équivalents en termes de choix aux anti-inflammatoires non stéroïdiens.